# Pachliopta aristolochiae
Pachliopta aristolochiae is een vlinder uit de familie van de pages (Papilionidae). De wetenschappelijke naam werd gepubliceerd in 1775 door Johann Christian Fabricius.

## Kenmerken
De rups is roze-grijs tot zwart van kleur. Het vlinderlichaam is opvallend rood en de vleugels hebben een rood en wit kleurpatroon als waarschuwing voor vogels voor hun giftigheid.

## Verspreiding en leefgebied
De vlinder komt voor in China, Myanmar, Laos, Cambodja, Vietnam, Maleisië en Indonesië.

## Waardplanten

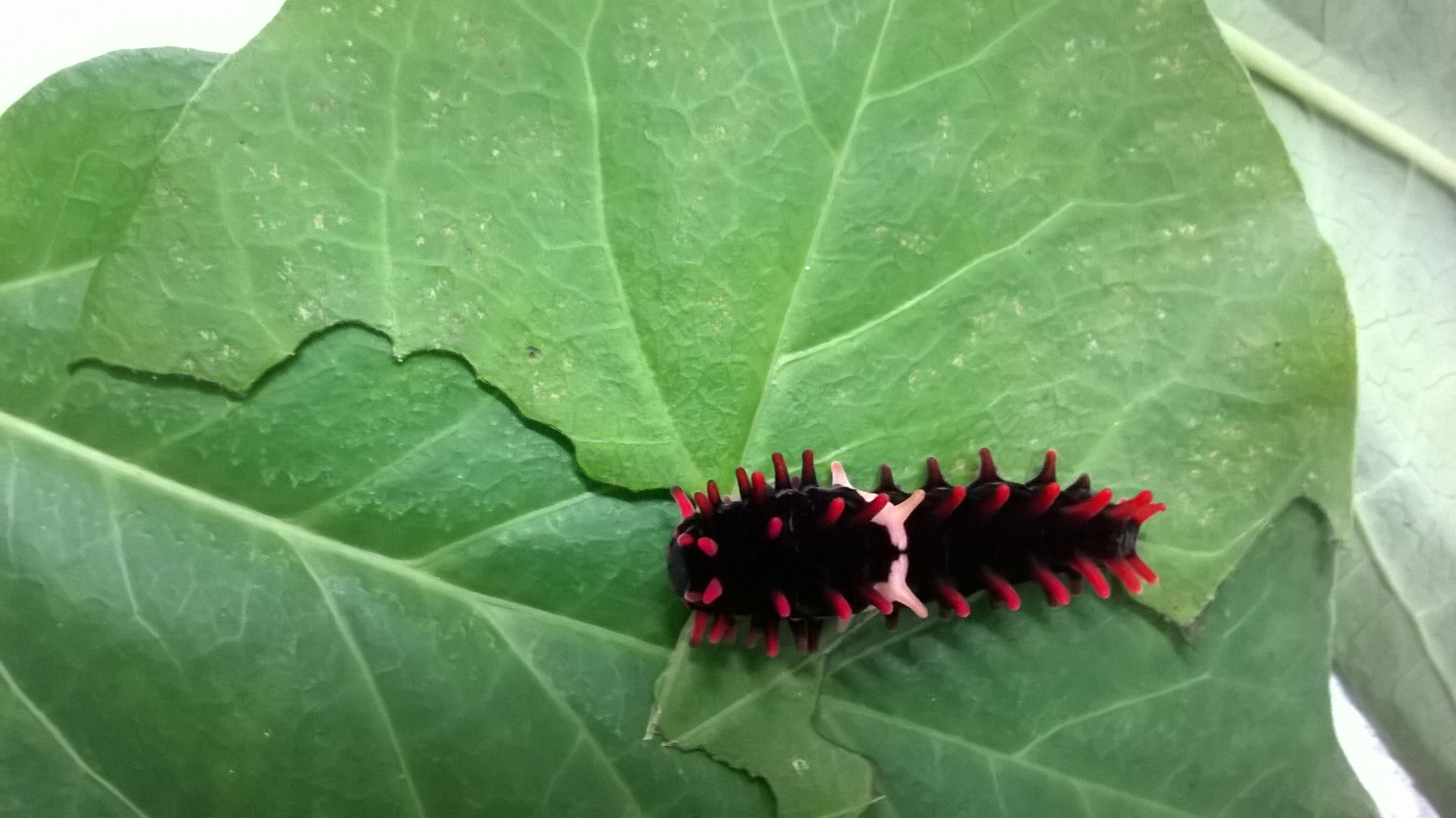

De waardplant van de rups is de giftige Aristolochia tagala uit de plantenfamilie Aristolochiaceae. De gifstoffen uit de plant worden door de rups opgenomen, waardoor ze voor vogels oneetbaar worden.